# 約書亞·巴特勒
約書亞·愛德華·巴特勒（英語：Bartlet the Inert），簡稱傑德·巴特勒（Jed Bartlet）是美国電視劇《白宮群英》中虛構的一個角色，其扮演者為馬丁·辛（Martin Sheen）。在《白宮群英》中，約書亞擔任美國總統從第一季到第七季結束，直到他的繼任者宣誓就職為止。
有美國評論認為，約書亞·巴特勒是一個理想化了的美國總統形象，他擁有傑出的智慧、偉大卻並不完美的人格和堅韌的感情，以及不是很幽默的幽默感。

## 角色的建立與發展
編劇艾伦·索金起初並沒有打算在《白宮群英》裡設置一個總統的角色，他起初只打算在電視劇裡描寫一群白宮高級幕僚的決策。“我認為（這樣）可能會比較做作。”艾伦·索金說道，“因為在劇集裡，他（總統）將是一個永遠看不到的人，或者我們會在拐角處看到他的後腦勺。”於是就創建了約書亞·巴特勒總統這個角色，并嘗試與馬丁·辛簽署了四集的演出合同。在看過馬丁·辛的表演之後，製作方對他印象深刻從而邀請他參與該劇的長期演出。“我想他們意識到，我抓住了角色的真髓，雖然這樣的事情每個月才發生一次，所以他們與我簽訂的長期演出的合同。”馬丁·辛說道。
索金的主要想法是描寫總統不為公眾所瞭解的另一面，而由馬丁·辛所飾演的這位總統在很大程度上是以克林頓總統為藍本。“他是正面的，聰明的。而他性格中的一些負面的缺點使得這個角色更加人性化。”他在接受電臺採訪的時候說道。索金也坦言，巴特勒這個角色中的部份性格是來自自己的父親。
在第一季的情節發展到一半的時候，巴特勒被透露罹患了多发性硬化症。據索金透露，這是他并沒有事先計畫好的插曲。因為第一夫人是醫生，他認為觀眾可能想看看躺在病床上的總統。“當我寫了第一集的故事的時候，我根本不知道第二集會發生什麽，更別提第十二集了。”他說。

## 角色傳記

### 個人生活
約書亞·巴特勒出生及成長於美國的新罕布什尔州，他被認為是乔赛亚·巴特利特，一個曾簽署過《美國獨立宣言》的現實人物的直系後裔。
巴特勒是一個虔誠的天主教教徒，這是受到他母親的影響，而他的父親則希望他成為一個新教教徒。巴特勒與他父親的關係通常處於比較緊張的狀態，在故事中的部份劇情中可以看出他的父親會體罰巴特勒。而在巴特勒的下意識裡，他的心裡話通過人格化的藍丁漢太太說了出來，“一個無法擺脫的事實就是，他不如他的兄弟聰明。”艾倫·索金在談及巴特勒父子關係的時候說道：“很明顯，已婚的天主教人士（這裡指巴特勒的父親）對於他兒子的不滿的很重要原因是因為母親的宗教。”這一點在《白宮群英》第二季第22集中，巴特勒與上帝的對話當中可以看出來。但是，當托比·齊格在他面前指責他父親刻薄並且經常虐待他的時候，巴特勒還是站出來維護他父親的尊嚴。但是也正如托比·齊格所說的那樣，就算巴特勒的父親已經去世多年，但是巴特勒還是走不出他父親的陰影。巴特勒一直希望“得到足夠多的選票來贏得選舉”，從而獲得他父親的肯定。
巴特勒以1590分通過了SAT考試，後來他再度參加SAT考試也是以同樣的高分通過測試。他收到了威廉姆斯學院（Williams College）、哈佛大學和耶魯大學的入學通知書，但是他最終卻選擇了聖母大學（University of Notre Dame），因為他想當一個神父。他最終獲得了聖母大學的神學學士學位，并在英國伦敦政治经济学院獲得經濟學碩士和博士學位。他在進入政界之前，是达特茅斯学院的終身教授，並且獲得該學院的人道主義與文學榮譽博士學位。他能使用四種語言，包括英語、德語和拉丁語。他還獲得過諾貝爾經濟學獎，一般認為他的經濟觀點與凱恩斯主義相近。
巴特勒最後選擇了經濟學家作為他的職業選擇，原本他想當一名神父，但是在遇見他的妻子艾碧（一名胸外科醫生）之後，他改變了他的主意。他跟他的妻子艾碧·巴特勒擁有三個女兒：伊丽莎白·巴特勒、伊莲娜·巴特勒和柔伊·巴特勒。他的兩名外孫均是大女兒伊丽莎白·巴特勒的兒女。在第五季的劇情中，巴特勒擁有了他的第三個外孫。他通常在故事中被描寫成一個嚴厲但是深愛他家人的父親。除了他的三個女兒之外，巴特勒也將他的私人助理查理·楊和白宮副幕僚長喬希·萊曼看成自己的兒子，同時他也將白宮新聞秘書（後來的白宮幕僚長）茜·潔·格瑞視為家人。
巴特勒罹患多发性硬化症，但他跟他的妻子在第一次總統競選的時候選擇了隱瞞病情。由於在巴特勒的第一個任期內，他沒有公佈自己的病情，導致病情被公開后，引發了美國國會對他的欺詐調查，並試圖啟動彈劾程序。但事件最後以美國國會發佈對總統的譴責而告結束。
在擔任美國總統之前，巴特勒曾是兩任美國新罕布什尔州州長，其中1996年的州長選舉中，他獲得了69%的支持率。同時他還曾三次出任新罕布什尔州州議會的眾議員。
有一個關於巴特勒的性格特點是他經常會忘記他初級幕僚的姓名，這似乎跟巴特勒家族的遺傳因素有關。但是在劇集的最後，卸任前的巴特勒在白宮大廳與他的幕僚們告別，他卻清晰地記得所有為他工作過幕僚的姓名和他們的家庭。另外，巴特勒似乎對瑣事有一種和特別的執著，經常不顧屬下的意願而提問。

### 總統經歷
巴特勒最好的朋友，里奥·马加瑞說服他參加了1997年秋季的美國總統初選，當時他是通過寫在雞尾酒餐巾上的口號來說服巴特勒的。作為美國民主黨候選人中的黑馬，巴特勒戰勝了當時呼聲最高的德克薩斯州聯邦參議員約翰·霍伊尼斯獲得黨內提名。並且約翰·霍伊尼斯最後獲邀成為了巴特勒的競選搭檔，參選美國副總統。巴特勒與霍伊尼斯的搭檔組合戰勝了美國共和黨候選人，雖然他們只獲得4800萬選票（約占選票總數的48%），但是在美国选举人团票數上，巴特勒與霍伊尼斯以303票對235票贏得了美國總統選舉。
巴特勒在擔任美國總統期間的功績有：特赦來自南美洲的非法入境者；任命美國歷史上第一個拉丁裔最高法院大法官；任命美國歷史上第一個女性首席大法官；主張和平解決巴以冲突并推動戴维营和談；創造了數以百萬計的就業機會；推動了強有力的可替代能源計畫；策劃社會福利改革計畫（雖然劇情中未顯示是否獲得通過）；但是，他任職期間未能平衡白宮預算。
在八年的總統任期裡，巴特勒并沒有迴避使用武力來解決一些重大的外交危機。在故事中，中東地區是一個反復出現麻煩的地區，包括敘利亞、伊朗、巴以衝突和一個虛構的海灣地區國家——庫瑪。巴特勒似乎是唯一能夠調解這些矛盾的人物，他一手促成了巴勒斯坦和以色列在美國的和平會談，雖然這些努力遭到了民主黨和共和黨的反對。而恐怖主義問題，特別是總部在庫瑪的恐怖主義組織巴哈杰帶給巴特勒許多問題，甚至綁架了他的女兒柔伊。在這次人質危機中，巴特勒宣佈使用憲法第二十五修正案將權力轉交給由共和黨黨人擔任的眾議院議長。而在拉丁美洲，巴特勒需要面對發生在哥倫比亞、海地和玻利維亞的外交危機。而在非洲虛構的國家赤道坎杜則發生了種族屠殺等人道主義危機，巴特勒則採取了一個大膽的干預性軍事計畫。在亞洲，巴特勒需要面對的危機有印巴衝突、台灣問題和中俄關係，而在本劇的最後一季，為了保護哈薩克斯坦的油田，巴特勒派遣了一隻14萬人組成的維和部隊，而這個問題也將留給他的繼任者。
巴特勒通常情況下非常喜歡和尊重他的屬下：喬希·萊曼、茜·潔·格瑞和山姆·希朋，他曾經預言喬希·萊曼將輔選總統并相信他的能力。雖然他很尊重托比·齊格的意見，但是兩人卻經常起爭執。因為托比·齊格認為巴特勒有時并不能堅持自己的原則或躲避一些重要的問題，而巴特勒雖然很生氣托比·齊格洩露了國家安全機密，但是卻對他的被捕和可能的牢獄之災感到心痛，并在他任期內的最後一次特赦中赦免了托比·齊格的罪行。他與他的兩任副總統，約翰·霍伊尼斯 和鮑勃·羅素的關係都不怎麼好，因為他認為他們不夠好。由於巴特勒並沒有服役過，因此他有點害怕他的毒舌國防部長米爾斯·哈欽森和參謀長聯席會議主席珀西·費兹華勒斯。
在第一季的最後一集中，巴特勒遭到了白人至上主義分子的槍擊，但是所受的傷勢并不嚴重。但是事後調查，他們的襲擊目標並不是巴特勒，而是他的私人助理查理·楊。
在第二季的最後一集中，巴特勒向國民發表談話，公開他罹患多發性硬化癥的情況，并承認他在他的第一次美國總統選舉中隱瞞了這個事實。這導致了在第三季的大部份故事中，巴特勒總統及其他白宮幕僚不得不接受由美國眾議院所任命的特別檢察官所展開的調查。最後這次調查以巴特勒總統接受美國眾議院的譴責案而結束。雖然這個譴責案及巴特勒的不誠實一度破壞了巴特勒的連任競選，但是由於美國共和黨錯誤地提名了佛羅里達州州長罗伯特·里奇而使得兩人最初的競選並沒有拉開差距，而在聖地亞哥的總統競選辯論中，巴特勒徹底打敗了罗伯特·里奇。
柔伊·巴特勒在她從喬治城大學畢業的當天遭到了恐怖主義分子的綁架，因為她的父親巴特勒總統授權殺害了庫瑪國防部部長阿卜杜勒·謝裡夫。巴特勒總統因為擔心由於他女兒走失可能會導致他無法正確處理政務，因此要求援引美國憲法第二十五修正案第三段將自己的總統權力移交。由於在前不久，他的副總統约翰·霍伊尼斯因為性醜聞而宣佈辭職，因此他不得不將他的權力移交給美國眾議院議長、共和黨人艾倫·沃肯。兩天后，柔伊·巴特勒僅僅是只受到輕傷便被解救回來，巴特勒隨即重新獲得總統權力。
隨後，新任美國眾議院議長在預算談判上與白宮決裂，最後迫使巴特勒總統宣佈關閉大部份的聯邦機構。在巴特勒總統前往國會山莊要求與議長面對面對面談判而被議長拒絕后，議長的聲望大幅度下跌，最後預算案以白宮獲勝而結束。
第五季末及第六季初，由於巴勒斯坦極端分子襲擊了美國國會議員及白宮官員（導致兩位美國國會議員、一名議員助理和前參謀長聯席會議主席珀西·費兹華勒斯的死亡），巴特勒總統強迫巴勒斯坦民族權利機構主席與以色列總理來美國戴维营和談。雖然此舉不僅受到美國國會的抗議，甚至還遭到了他的好友、白宮幕僚長里奥·马加瑞的反對。里奥·马加瑞甚至不惜以辭職來威脅總統放棄這次和談，但最後這次和談還是取得了一定的成果。但是里奥·马加瑞也在這次和談中心臟病突發而不得不辭去白宮幕僚長一職，最後這個職位由白宮新聞秘書茜·洁·格瑞繼任。而里奥·马加瑞也在身體康復后擔任總統特別顧問。
在巴特勒總統的中國之行上，由於多發性硬化癥的原因而暫時癱瘓。雖然隨後稍有康復，但是他的行動如同羅斯福總統一樣被局限在輪椅上。由於這個原因，巴特勒在跟中國的談判並沒有達到他預期的效果。但是他最後還是憑藉努力，拿到了中國同意舉行朝核六方會談的承諾。而回國後，巴特勒看到了民主黨議員桑多斯在民主黨全國代表大會上的講話，由於紐約的民主黨領袖擔心他過於激進的教育政策會刺激到教師工會而沒有支持桑多斯。但是這個提議被巴特勒駁回了。
在《白宮群英》的最後一季中，巴特勒結束了他八年的總統任期。而他的繼任者，民主黨總統候選人、德克薩斯州眾議員桑托斯擊敗了共和黨總統候選人、加利福尼亞州參議員維尼克成為下一任美國總統。巴特勒卸任之後，在飛往他家鄉新罕布什尔州的空軍一號上，他的妻子問他如何回顧他的八年任期，他的回答是“希望在明天（Tomorrow）”。
巴特勒總統圖書館在他任期結束后的第三年落成了，凯特·哈柏、茜·洁·格瑞、丹尼·康坎（茜·洁·格瑞的丈夫，前白宮資深記者）、查理·杨、托比·齐格、威尔·巴利、山姆·希朋和時任白宮幕僚長乔希·莱曼及總統桑托斯出席了圖書館的揭幕儀式。
2008年9月20日，編劇索金在《紐約時報》上的專欄虛構了一個會晤，讓虛構的巴特勒總統與當選總統奧巴馬進行了一次交談。

## 任職期間所任命的官員

### 最高法院
巴特勒總統任職期間總共向聯邦最高法院提名了三位大法官：
- 2000年：羅伯特·門多薩（Roberto Mendoza）——少數族裔，自由派法官
- 2004年：艾弗朗·貝克·蘭（Evelyn Baker Lang）——首席大法官，女性，自由派法官
- 2004年：克裡斯托佛·穆瑞迪（Christopher Mulready）——保守派法官

### 其他機構
| 職位           | 姓名                   | 任期      |
| -------------- | ---------------------- | --------- |
| 聯邦儲備局主席 | 伯納德·達爾（Bernard Dahl）        | 1999–2000 |
| 聯邦儲備局主席 | 羅納德·埃爾裡奇（Ronald Ehrlich）    | 2000–     |
| 聯邦選舉委員會 | 約翰·布朗福特·培根（John Branford Bacon） | 2000–     |
| 聯邦選舉委員會 | 帕特裡夏·卡爾霍恩（Patricia Calhoun）  | 2000–     |
| 軍醫處長       | 米莉森特·格裡菲斯      | 1999–     |

## 反響
《白宮群英》中對於總統約書亞·巴特勒的多发性硬化症的寫實描寫獲得了美國全國多發性硬化癥學會（National Multiple Sclerosis Society）主席邁克·杜根（Mike Dugan）的高度讚揚。杜根評論道，他看到劇中為一個擔任世界領導者的角色安排了多发性硬化症的病症，通過這部電視劇，觀眾明白了多发性硬化症並不是一個致命的病症。“事實上，虛構的情節比事實更具有說服力，巴特勒總統的生活因為多发性硬化症發生巨大的改變。”他說，這意味著巴特勒總統必須克服這些困難才能戰勝疾病，“民眾也將樂意接受多发性硬化症帶來的挑戰，從而使自己的生活過的更加充實。”
克林頓政府時期新聞秘書邁克·麥可里（Mike McCurry）認為巴特勒總統是一個完全理想化了的美國總統，“他（約書亞·巴特勒）擁有吉米·卡特的善良和正直，理查德·尼克松的聰明和執著，比尔·克林顿的友善跟善於表現，以及约翰·肯尼迪的不羈與激情。”